# 香川県道271号豊中仁尾線
香川県道271号豊中仁尾線（かがわけんどう271ごう とよなかにおせん）は、香川県三豊市を通る一般県道である。

## 概要
三豊市豊中町から同市仁尾町へ至る。

### 路線データ
- 起点：香川県三豊市豊中町比地大（香川県道35号豊中三野線交点）
- 終点：香川県三豊市仁尾町仁尾乙（香川県道21号丸亀詫間豊浜線交点）
- 総延長：7.770 km

## 路線状況

### 道路施設

#### トンネル
- 七宝山トンネル：延長1,470 m、1996年（平成8年）竣工、三豊市豊中町比地大 - 三豊市仁尾町仁尾甲

## 地理

### 通過する自治体
- 三豊市

### 交差する道路
| 交差する道路               | 交差する場所 | 交差する場所 |
| -------------------------- | ------------ | ------------ |
| 香川県道35号豊中三野線     | 豊中町比地大 | 起点         |
| 香川県道21号丸亀詫間豊浜線 | 仁尾町仁尾乙 | 終点         |

### 沿線
- 七宝山